# Guerra Civil Paraguaia (1947)
A Guerra civil paraguaia ou Revolução dos pynandí (do guarani, pés descalços) foi um conflito no Paraguai entre março e agosto de 1947.

## Antecedentes
Em 1940, o ditador paraguaio Higinio Morínigo suspendeu a Constituição do país e proibiu os partidos políticos, gerando uma resistência a seu mandato por meio de revoltas estudantis e greves gerais. A vitória dos Aliados na Segunda Guerra Mundial, em 1945, convence Morínigo a flexibilizar seu regime e, em 1946, com a expulsão dos setores mais próximos ao Eixo do governo nacional, a liberdade de expressão é restaurada, vários políticos retornam do exílio e se forma um governo de coalizão entre o Partido Colorado e a Concentração Revolucionária Febrista. Esse período, que durou 6 meses, ficou conhecido como a "Primavera Democrática".
No entanto, a aliança de Morínigo com os colorados (e com seu grupo paramilitar Guión Rojo) foi se tornando cada vez mais clara, o que resultou em uma tentativa de golpe de Estado em 1946.

## A guerra
No dia 11 de janeiro de 1947, os febristas renunciaram e imediatamente formaram uma coalizão com o Partido Liberal e com o Partido Comunista Paraguaio contra o governo de Morínigo. Rafael Franco liderou uma rebelião que se converteu em guerra civil quando as Forças Armadas do Paraguai, que até então haviam se mantido fieis ao presidente, se dividiram, a Marinha e diversas seções de infantaria se uniram aos rebeldes e ajudaram a implementar um governo militar na cidade de Concepción.
Os insurgentes iniciaram uma marcha que saiu de Puerto Casado com destino a Assunção, porém só alcançou a cidade de Villeta, onde foi detida pelas forças governistas. A modesta Força Área rebelde foi praticamente aniquilada durante essa batalha.
Os comunistas nunca representaram uma grande porcentagem nos esforços de guerra, porém sua participação e importância na rebelião foram aumentadas pelos colorados de modo a conseguir o apoio dos EUA. Após um acordo com os febristas, esses se retiram da revolta e logo Morínigo contra ataca as forças restantes com o apoio da cúpula colorada (entre eles Alfredo Stroessner) e do governo da Argentina peronista.
O governo paraguaio persuadia a população pobre do país (os pynandí) a entrar na guerra em sua defesa. Cerca de 20 mil pynandís se reuniram em Assunção e formaram um exército, com todo o armamento das Forças Armadas (muito bem equipadas, já que o país havia acabado de vencer a Guerra do Chaco), com a exceção de dois navios que haviam sido sequestrados pela Marinha, que estavam estacionados em Clorinda. Os pés-descalços tomaram Concepción enquanto os rebeldes tentavam alcançar a capital nacional.
Juan Perón, presidente argentino, enviou aos colorados dois barcos armados para garantir a proteção de Assunção, o "Granville" e o "Drummond".  Em agosto de 1947, os revolucionários se viram cercados pelos batalhões de Assunção e pelas tropas que voltavam de Concepción e então termina a revolta  .

## Resultados
A guerra civil dividiu o Paraguai entre vencedores e vencidos. Um enorme abismo se abriu entre aqueles que estiveram a favor de Morínigo e os que tentaram derrubar seu governo à força. O Exército Nacional, que viu muitos de seus integrantes aderirem ao pronunciamento cívico-militar de março, ficou com muitos quadros vagos ao fim da rebelião, com diversos de seus membros partindo para o exílio.
É calculado que mais de 30 mil pessoas, tanto civis como militares, emigraram para países vizinhos, especialmente para a Argentina, entre eles políticos, estudantes, mulheres e intelectuais de renome.O Banco Central do Paraguai considera esse êxodo como o principal motivo para a crise inflacionária que começou em 1947.
A partir de então começou a hegemonia do Partido Colorado no Paraguai, que acabaria levando ao poder o ditador Alfredo Stroessner. Além de ser o único partido permitido no país até 1962, os colorados se mantiveram no poder até 2008, quando Fernando Lugo foi eleito pela Aliança Patriótica pela Mudança.